# Yann Goasdoué
Yann Goasdoué, né le 3 décembre 1939 à Perros-Guirec (Côtes-du-Nord), est un musicien et commercial militant pour la culture bretonne. Il est entre autres à l'origine à Spézet de l'animation du foyer culturel de Menez-Kamm et de la diffusion des livres et des disques dans toute la Bretagne, relayé par Coop Breizh dont il sera directeur de 1982 à 1999. Il est également fondateur du groupe de musique bretonne Diaouled ar Menez qui continue d'animer les soirées musicales. 

## Biographie

### Découverte de la culture bretonne
Yann naît en 1939, à Perros-Guirec (Trégor), d'un père militaire de carrière dans la Marine nationale et musicien (banjo et accordéon). Il a donc beaucoup voyagé durant son enfance. De parents bretonnants, le breton ne sera pourtant pas sa langue maternelle, inscrit à l'école laïque.
En 1953 il est formé à la bombarde au bagad de Perros-Guirec. En 1954, avec son copain Adolphe Le Bars, joueur de cornemuse et père de Ronan Le Bars, ils intègrent le bagad et sonnent aussi en couple, pour faire danser le cercle ou animer les hôtels perrosiens. Il découvre alors l'univers de la musique et culture bretonne et rencontre Robert Le Grand lors d'un défilé à Saint-Brieuc. En 1955 et 1956 il s'améliore en jouant lors des soirées d'été et travaille dans la journée comme crieur de journaux pour une Maison de la presse. Cette expérience lui donnera le goût pour les livres et un aperçu de la vente commerciale. 

### Expériences en Provence
En 1957, dès l'âge de dix-sept ans et pendant cinq ans, il est engagé dans la Marine nationale à Toulon comme détecteur de sous-marins. Embarqué, il fera le tour du monde et améliorera son doigté à la cornemuse en étant "Piper". Il sonnait aux entrées et sorties des ports, comme en mer de Chine en compagnie de la flotte du Commonwealth ce qui offrait des concerts "interceltiques". De plus, il fréquente l'amicale des Bretons de Toulon et découvre, par le biais de son ami Yannig Baron, le cercle culturel breton Ti Breizh de Marseille qu'il rejoint en 1958,. C'est dans ce groupe qu'il rencontre Myriam, son épouse, avec qui il séjourne pendant huit ans à Marseille, mais sans toutefois rompre vraiment le lien de ses origines. Car à vingt-deux ans, il quitte la marine et devient représentant multicartes de produits alimentaires bretons. Sur une bonne partie de la Provence, il propose des produits comme la charcuterie Onno de Pontivy, du beurre, des œufs, du poulet, des huîtres en fin d'année... Il représente également la société Le Méliner "Magadur" de Languidic, dont Youenn Gwernig a fait partie.

### De Ti Breizh à Menez-Kamm
Dès le milieu des années 1960, il est responsable des animations de Ti Breizh avec son épouse et ses amis Joëlle et Yannig Baron. Le groupe comptait pour les Bretons émigrés et organise des stages, des déplacements aux concours de bagadoù à Brest et durant trois ans le festival Son ha Koroll à Lambesc et Salon-de-Provence. Ils accueillent en 1969 une délégation bretonne accompagnant Éliane Paris (reine de Cornouaille du cercle de Spézet). Il passe chaque été ses vacances avec sa famille chez ses parents et à Guingamp.
En 1970, les deux familles Baron et Goasdoué décident de venir en Bretagne, pour apporter leur dynamisme et leurs convictions au mouvement revitaliste identitaire post-soixante-huitard. Après plusieurs voyages de reconnaissance Marseille-Centre-Bretagne, ils installent en juillet 1970, comme animateurs bénévoles du foyer culturel de Menez-Kamm. En janvier et février, il effectue avec Yannig plusieurs trajets. Ils cherchent au départ à convaincre Kendalc'h d'ouvrir leur nouveau centre Ti Kendalc'h de Saint-Vincent-sur-Oust de façon permanente. Au cours de ces voyages, leur ami Glenmor les accueille et évoque le manoir de Menez-Kamm à Spézet. L'association  bretonne de Culture KVS en est le gestionnaire. Depuis 1964 elle fait fonctionner le centre pendant les vacances de Pâques ou d'été. Mais faute de finances, elle ne peut l'équiper correctement et effectuer les travaux nécessaires. Le président de KVS, Per Le Moine, est enthousiaste et effectue en juin des travaux d'aménagement. Pour la famille Goasdoué ce sera un changement de conditions de vie, de climat et de perspectives : elle quitte une tour HLM d'un quartier nord de Marseille pour un château et son parc. Leurs enfants Oana, Tanguy, Ronan, Herri et Stefan ont de cinq à huit ans. Le centre Menez-Kamm est ouvert dès leur arrivée et animé en permanence par des stages, des veillées... Des étudiants rennais de la nouvelle section celtique (animée par Per Denez) y passent leur week-end.
Si les titres (périodiques, presse politique, etc.) restent fragiles, l'année 1971 connaît un emballement dans les sorties de livres et de disques. C'est à cette période qu'il fait la connaissance de l'éditeur Pierre-Jean Oswald, qui deviendra son représentant en Bretagne. Trois lycéens carhaisiens, qui ont fondé un groupe en 1970-71, jouent au manoir les 19 et 27 février 1972 en compagnie de Youenn Gwernig qui les baptise « Diaouled ar Menez » et de Yann qui y apporte sa bombarde. Il apporte ensuite un répertoire à danser qu'il jouait en couple avec Michel Keranguyader et devient ainsi un des quatre membres fondateurs du groupe mythique.

### D'une diffusion amateur à la diffusion professionnelle de Coop Breizh
En 1974, ils passent le relais de Menez-Kamm mais des difficultés de gestion ont forcé la fermeture et la fin de l'aventure. Le livre et le disque lui étaient familiers et son intérêt pour la culture bretonne faisait qu'il avait commencé à se constituer une bibliothèque personnelle depuis Marseille. Avant de quitter Marseille, le projet de se lancer dans la diffusion du livre et du disque bretons avait déjà commencé à mûrir chez lui. Connaissant Robert Le Grand depuis les années au bagad de Perros-Guirec, alors directeur de la Coopérative Breiz (sans le « h »), il recevait son aide pour garnir son stand pendant les fêtes de la Saint-Loup à Guingamp et il tenait lui-même un stand similaire à chaque fête qu'ils organisaient à Marseille avec des livres et disques qu'il lui confiait et faisait transiter de La Baule, alors siège de Coop Breizh, à Marseille par le transporteur qui lui livrait les produits Onno.
Dès 1972, il commence donc seul à diffuser chez les libraires et disquaires de Bretagne ce qui était disponible en diffusion et se rapportait à cette matière. Très vite, le public a été trouvé et cette expérience s'est révélée comme tombant à point nommé, alors que ce qu'on a appelé la première "vague bretonne" prenait son essor. En proposant une diffusion globale, les libraires généralistes des grandes villes de Bretagne et leur rayon "culture bretonne" ont immédiatement joué un rôle de relais au petit réseau de librairies bretonnes ou celtiques. Pour le disque, le processus a été un peu le même, alimenté par une floraison de maisons de production nées dans les années soixante-dix.
Sa "Diffusion Goasdoué" devient "Diffusion Breizh" quand Coop Breizh vient s'installer à Spézet. C'est tout naturellement qu'il en devient directeur commercial en 1977, puis directeur général de 1982 à 1999. Il continue de participer aux Diaouled ar Menez à la bombarde et au chant jusqu'en 2001. Il passe aussi par diverses chorales (dont les Mouezh Paotred Breizh), apporte une aide appréciable au Salon du livre de Carhaix et milite au sein de l'hebdomadaire « Bretagne Hebdo ». Il reçoit en 2004 l'Ordre de l'Hermine.

## Discographie
- 1972 : Diaouled Ar Menez – En Dro (Noroit) composition, bombarde
- 1987 : Glenmor - Après la fleur le fruit, Sous la rose l'épine (Escalibur) chant, bombarde
- 1987 : Diaouled Ar Menez – Merc'h An Diaoul (Escalibur)

## Sources